# تل هکوان
تل هکوان در دو کیلومتری شمال روستای علی آباد در دهستان فرمشکان قرار دارد. 
این ساختمان هخامنشی، شالوده‌ای از سنگ سفید را دارد و اندازه این شالوده و ساختمان حدود ۲۴×۱۰ متر می‌باشد و طرز قرار گرفتن آن از شمال غرب به سمت جنوب شرق می‌باشد. 
روی قطعه سنگ‌های سفید نقش برجسته سربازان جاویدان که لباس خوزی (لباس مردم شوش) و نیزه‌های بلند دارند. در این قسمت کشف شده که کنگره‌هایی بر بالای این قطعه‌ها مانند کنگره‌های تخت جمشید حجاری شده‌است.
اهالی بومی اظهار می دارند شواهد نشان می‌دهد که این سازه دوطبقه بوده و قسمت تحتانی آن همچنان مدفون می‌باشد  و همچنین به وسیله دستگاههای فلزیاب مشخص شده که اجسامی فلزی در زیر تخت سنگ‌ها قرار دارد که قابل دسترسی نمی باشد.

## کشف
در سال ۱۳۳۸ بنا به درخواست مالک روستای فرمشکان(جلال آرین) هیئتی به ریاست علی حاکمی رئیس موزه ایران باستان از طرف اداره کل باستان شناسی، گمانه زنی می‌کنند و در نتیجه ساختمانی از دوره هخامنشی کشف می‌شود که شالوده آن نظیر تخت جمشید می‌باشد. 